# Pont de Bornègre
Le pont de Bornègre est une construction de l'Antiquité romaine, situé entre Saint-Maximin et Argilliers. Ce pont-aqueduc est l'un des éléments de l'aqueduc de Nîmes. Il franchit le ruisseau le Bornègre, cours d'eau de 4,7 km, affluent de l'Alzon.

## Historique
Comme l'ensemble de l'aqueduc de Nîmes, la construction du pont de Bornègre date du Ier siècle, entre l'an 40 et l'an 80, sous le règne de l'empereur Claude. Le pont a été utilisé jusqu'au IIe siècle, avant l'abandon de l'aqueduc, en tant que canal hydraulique. Des traces de charriots et de pieds de chevaux laissent à penser de l'utilisation ultérieure comme passage routier.
Le pont est inscrit au titre des monuments historiques depuis le 14 août 1997.

## Description
Le pont est actuellement en partie détruit, seule l'arche centrale est encore debout. À l'origine, ce pont était composé de trois arches. Il mesure 17 mètres de long sur 2,70 mètres de large. Les piles du pont comportaient un bec rectangulaire, côté aval, et un bec en éperon, côté amont, favorisant l'écoulement de l'eau et des éventuels débris charriés. Les claveaux des arches, construits en gros appareils, comme les piles, sont d'un seul tenant de la largeur du pont. Le canal était, quant à lui, construit en petit appareil.